# Nurunderia chrysopoides
Nurunderia chrysopoides är en insektsart som först beskrevs av Walker 1862.  Nurunderia chrysopoides ingår i släktet Nurunderia och familjen Nogodinidae. Inga underarter finns listade i Catalogue of Life.